# FC Avangard Kursk
El FC Avangard Kursk (del ruso: ФК «Авангард» Курск) es un club de fútbol ruso de la ciudad de Kursk, fundado en 1958. El club disputa sus partidos como local en el estadio Trudovye Rezervy y juega en la Segunda División de Rusia, el tercer nivel en el sistema de ligas ruso.

## Historia
Spartak hizo una aparición en la liga soviética en 1946. El club fue fundado en 1958 como parte de la sociedad voluntaria de deportes Trudovye Rezervy (Reservas Laborales), aunque en 1946 se formó un equipo hasta 1957 en Kursk, parte de la sociedad Spartak, que puede ser considerado el antecedente del club actual. Posteriormente fue renombrado Trud y Avangard. El club jugó en la Clase B y en la Segunda Liga Soviética, la tercera división del fútbol soviético. El mayor logro fue la segunda posición en 1962 y 1964 de la Segunda Liga Soviética.
El Avangard entró en la Segunda división rusa en 1992 y se trasladó a la Liga Amateur de Rusia en 1994, después de que el número de clubes en Segunda se redujera significativamente. En 1995 logró el ascenso a Segunda división y en 2004 el Avangard terminó segundo en su zona de Segunda división, logrando el ascenso a la Primera división. El Avangard jugó tres temporadas en Primera división y descendió a segunda en 2007, finalizando 18º en la tabla. El Avangard regresó al segundo nivel en 2009 como campeón de grupo de la zona centro, pero terminó en el último lugar y fue relegado al tercer nivel en 2010.
Historial de nombres
- Spartak 1946-1957
- Trudovye Rezervy 1958-1965 y 1967-1972
- Trud 1966
- Avangard 1973-

## Jugadores

### Jugadores destacados
| - Albert Borzenkov - Valeri Chizhov - Alán Kasáyev - Artyom Rebrov - Valery Yesipov - Andrey Paryvayew | - Vitaliy Abramov - Gheorghe Boghiu - Vladimir Cosse - Oleg Șișchin - Andriy Annenkov - Anzour Nafash |

## Estadísticas

### Rusia
| Temporada | Div.         | Pos. | PJ | PG | PE | PP | GF | GC | Ptos. | Copa | Europa | Europa | Goleador (Liga)                 | Entrenador                |
| --------- | ------------ | ---- | -- | -- | -- | -- | -- | -- | ----- | ---- | ------ | ------ | ------------------------------- | ------------------------- |
| 1992      | 3ª, zona 2   | 10   | 42 | 22 | 3  | 17 | 67 | 67 | 47    | -    | -      | -      | Tolmachov - 21                  | Galkin                    |
| 1993      | 3ª, zona 2   | 6    | 30 | 15 | 1  | 14 | 44 | 59 | 31    | R512 | -      | -      | Sukhorukov - 14                 | Galkin                    |
| 1994      | 4ª, zona 2   | 4    | 32 | 19 | 4  | 9  | 51 | 39 | 42    | R128 | -      | -      | Sukhorukov - 12                 | Galkin                    |
| 1995      | 4ª, zona 2   | 1    | 30 | 21 | 2  | 7  | 52 | 30 | 65    | R256 | -      | -      | Gershun - 10                    | Galkin                    |
| 1996      | 3ª, "Oeste"  | 15   | 38 | 13 | 4  | 21 | 50 | 78 | 43    | R128 | -      | -      | Delov - 10                      | Galkin                    |
| 1997      | 3ª, "Oeste"  | 15   | 38 | 11 | 7  | 20 | 40 | 58 | 40    | R512 | -      | -      | Delov - 16                      | Galkin                    |
| 1998      | 3ª, "Centro" | 18   | 40 | 9  | 9  | 22 | 34 | 54 | 36    | R256 | -      | -      | Buda - 10                       | Galkin                    |
| 1999      | 3ª, "Centro" | 15   | 36 | 10 | 7  | 19 | 40 | 59 | 37    | R256 | -      | -      | Delov - 9                       | Galkin                    |
| 2000      | 3ª, "Centro" | 8    | 38 | 16 | 6  | 16 | 36 | 41 | 54    | R128 | -      | -      | Gershun - 9                     | Galkin                    |
| 2001      | 3ª, "Centro" | 8    | 38 | 17 | 7  | 14 | 47 | 41 | 58    | R512 | -      | -      | Gershun - 12                    | Galkin                    |
| 2002      | 3ª, "Centro" | 15   | 38 | 11 | 8  | 19 | 40 | 55 | 41    | R512 | -      | -      | E. Kalashnikov - 10             | Galkin                    |
| 2003      | 3ª, "Centro" | 13   | 36 | 10 | 7  | 19 | 28 | 37 | 37    | R512 | -      | -      | E. Kalashnikov - 5              | Galkin Delov              |
| 2004      | 3ª, "Centro" | 2    | 32 | 21 | 5  | 6  | 60 | 23 | 68    | R512 | -      | -      | Larin - 12                      | Delov                     |
| 2005      | 2º           | 16   | 42 | 11 | 15 | 16 | 36 | 45 | 48    | R256 | -      | -      | Sigachev - 6                    | Delov                     |
| 2006      | 2º           | 10   | 42 | 16 | 13 | 13 | 45 | 38 | 61    | R64  | -      | -      | Martynov - 7                    | Borzykin                  |
| 2007      | 2º           | 18   | 42 | 15 | 6  | 21 | 50 | 55 | 51    | R64  | -      | -      | Bukievsky - 11 Korovushkin - 11 | Gorlukovich               |
| 2008      | 3ª, "Centro" | 2    | 34 | 23 | 6  | 5  | 48 | 18 | 75    | R32  | -      | -      | S. Mikhailov - 10               | Esipov                    |
| 2009      | 3ª, "Centro" | 1    | 32 | 24 | 1  | 7  | 68 | 23 | 73    | R64  | -      | -      | Borozdin - 11                   | Esipov                    |
| 2010      | 2º           | 20   | 38 | 7  | 6  | 25 | 31 | 67 | 27    | R32  | -      | -      | Korovushkin - 7                 | Esipov Sergeyev Ignatenko |
| 2011–12   | 3ª, "Centro" | 2    | 39 | 21 | 7  | 11 | 62 | 36 | 79    | R128 | -      | -      | Sargsyan - 17                   | Ignatenko Frantsev        |